# Motorola KRZR K3
El Motorola KRZR K3 es un teléfono móvil de tercera generación que está actualmente disponible en los mercados europeos. 

## Características y especificaciones
- Bandas (K1): GSM 900/1800/1900 (tri banda) con EDGE (Clase 12) / GPRS, UMTS/HSDPA 2100.
- Dimensiones 103.2 x 42.3 x 16.3 mm
- Peso: 105 g
- Pantalla: 240 x 320 262K-colores TFT LCD.
- Cámara: 2.0 megapixel con zoom de 8x. Video MPEG-4 (15 fps) y captura de imagen en JPEG.
- Almacenamiento: 60MB memoria interna, slot de MicroSD hasta 2GB.
- Reproducción de audio: Soporta MP3.
- Conectividad: Bluetooth 2.0, incluye perfil estéreo A2DP. Mini-USB.
- Java/J2ME juegos y protectores de pantalla.
- Opera Mini Navegador